# 茲比格涅夫 (波蘭)

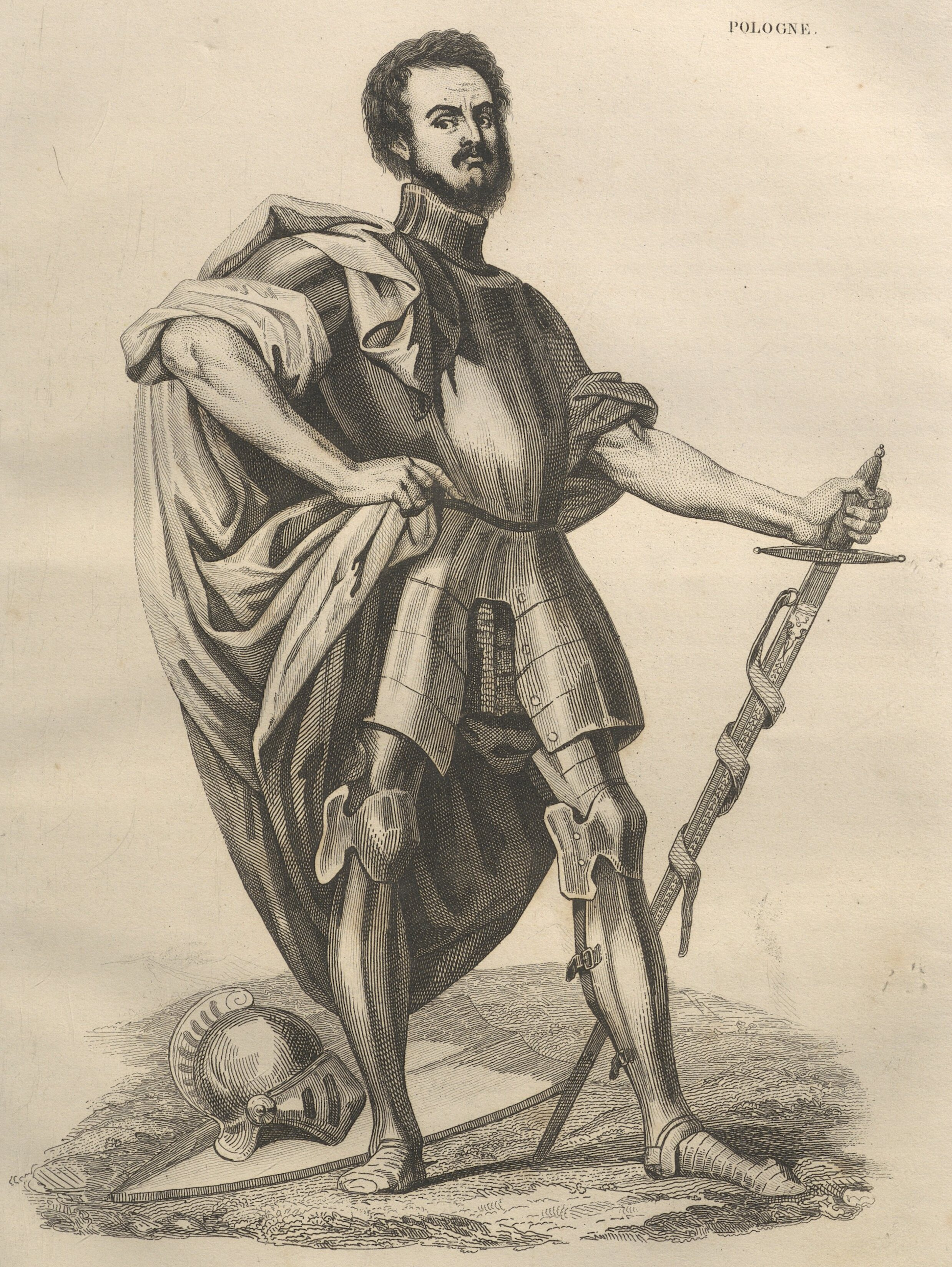
兹比格涅夫

兹比格涅夫（Zbigniew，1073年—1113年）。皮亞斯特王朝的波蘭公爵（1102年－1107年在位）。波蘭公爵瓦迪斯瓦夫一世的私生子，母親一說是波蘭貴族，一說是瓦迪斯瓦夫一世的侍女，他們的婚姻並不受當時教會承認。

## 早年
不論兹比格涅夫的出身如何，他最初是在瓦迪斯瓦夫一世的帳下效力，又是瓦迪斯瓦夫一世指定的繼承人。1079年，瓦迪斯瓦夫一世的兄長波列斯瓦夫二世被廢黜，瓦迪斯瓦夫一世繼位成為波蘭公爵。1080年，瓦迪斯瓦夫一世與波希米亞公爵弗拉季斯拉夫二世的女兒尤迪絲·普熱米斯爾結婚，並且於1086年，生下他的弟弟波列斯瓦夫。尤迪絲·普熱米斯爾為了將兹比格涅夫摒除於繼承者之列，她將兹比格涅夫送去當克拉科夫的法政牧師。太后多布羅涅加-瑪麗亞·弗拉基米羅芙娜眷顧兹比格涅夫，引導他的教會的研究。
同年，尤迪絲·普熱米斯爾逝世。瓦迪斯瓦夫一世於1089年娶了寡居的尤迪絲，她是前任神聖羅馬帝國皇帝亨利三世的女兒、現任皇帝亨利四世的妹妹、已故的匈牙利國王所羅門的遺孀。士瓦本的尤迪絲亦敵視兹比格涅夫，她將兹比格涅夫送到她的姊姊為院長而且遠在薩克森的奎德林堡女隱修院。瓦迪斯瓦夫一世指定波列斯瓦夫為繼承人，但是卻受到支持兹比格涅夫的貴族所威脅。1093年，兹比格涅夫由一批西里西亞領主救回波蘭，由克拉科夫總督保護。其後，瓦迪斯瓦夫一世的寵臣謝切赫和年幼的波列斯瓦夫被一批匈牙利貴族所扣留，瓦迪斯瓦夫一世被迫立憲宣佈兹比格涅夫為繼承人。

## 分治波蘭
1096年，謝切赫與波列斯瓦夫逃出匈牙利，並立即組成軍隊以圖推翻兹比格涅夫，他們在戈普沃戰役中打敗了兹比格涅夫。兹比格涅夫被擒及囚禁，直至教會干預，才於1097年5月1日被釋放。其後，兹比格涅夫與波列斯瓦夫洞息士瓦本的尤迪絲及謝切赫的奸計因而結成聯盟，兩人迫瓦迪斯瓦夫一世將國家一分為二，兹比格涅夫取得大波蘭和庫亞維，而波列斯瓦夫分得小波蘭及西里西亞等地，而瓦迪斯瓦夫一世仍保留摩拉維亞及首都普沃茨克、大城市包括克拉科夫、弗羅茨瓦夫、桑多梅日。謝切赫的地位因此分割而動搖，謝切赫因而發動戰爭。瓦迪斯瓦夫一世支持謝切赫征討兩名兒子，兹比格涅夫與波列斯瓦夫再次聯手於1099年在皮利察河戰役中戰勝。兹比格涅夫進軍馬佐夫舍，控制了普沃茨克，再一次打敗瓦迪斯瓦夫一世及謝切赫，謝切赫被放逐至德意志，瓦迪斯瓦夫本人只保住了馬佐夫舍。

## 波蘭君主之爭
1102年，瓦迪斯瓦夫一世在憂患中去世。兹比格涅夫取得馬佐夫舍包括普沃茨克，而波列斯瓦夫分得桑多梅日。兩人開始為誰是波蘭君主而爭鬥，基本上，二人各有領地及外交，兹比格涅夫與波希米亞結盟，又與波美拉尼亞和平共存，而波列斯瓦夫三世與匈牙利及基輔羅斯結盟，而入侵波美拉尼亞。1103年，波列斯瓦夫三世迎娶了斯維亞托波爾克二世·伊賈斯拉維奇之女而加強了兩地同盟，威脅兹比格涅夫。兹比格涅夫便要求波希米亞公爵博日沃伊二世入侵波列斯瓦夫三世的領地。波列斯瓦夫三世的報復便是掠奪波美拉尼亞邊境令兹比格涅夫與波美拉尼亞的和平夢想幻滅。兩人對波美拉尼亞的政策其後導致1106年的內戰爆發。在基輔羅斯及匈牙利的幫助下，波列斯瓦夫三世迅間佔領了卡利什、格涅茲諾及文奇察等地，擒下兹比格涅夫的盟友格涅茲諾大主教馬丁一世。兹比格涅夫在克拉科夫大主教的勸說下投降。大波蘭也落入波列斯瓦夫三世的手中，兹比格涅夫變成只餘下馬佐夫舍的領主。1107年，兹比格涅夫因拒絕拆去他的城堡及出兵波美拉尼亞而被放逐。

## 放逐期間
兹比格涅夫先後逃亡至波美拉尼亞及波希米亞，最後去了皇帝亨利五世的朝廷。1108年，波列斯瓦夫三世以入侵波希米亞致使德意志波希米亞聯軍入侵匈牙利的軍事行動失敗。1109年，德意志波希米亞聯軍進攻波蘭。亨利五世發出最後通諜，要求波列斯瓦夫三世交回一半領地給兹比格涅夫及承認神聖羅馬帝國的主權。波列斯瓦夫三世在格沃古夫戰役及樂斯拉夫戰役成功打退敵軍。兹比格涅夫只好在波希米亞以遊擊方式抗爭。波列斯瓦夫三世因此於1110年出兵波希米亞，擁立他的親戚索別斯拉夫，雖然戰勝，仍然於1111年與波希米亞公爵弗拉迪斯拉夫一世媾和，協議讓兹比格涅夫回波蘭以換取索別斯拉夫回波希米亞。不久，兹比格涅夫被波列斯瓦夫三世欺騙及弄盲。格涅茲諾大主教馬丁一世作為兹比格涅夫的盟友因而大怒，對波列斯瓦夫三世處以絕罰。但是不久又因波列斯瓦夫三世悔改而兹比格涅夫赦免了他。	
1113年7月8日，兹比格涅夫逝世。
| 茲比格涅夫 (波蘭) 皮亞斯特王朝出生于：1073年逝世於：1113年 | 茲比格涅夫 (波蘭) 皮亞斯特王朝出生于：1073年逝世於：1113年 | 茲比格涅夫 (波蘭) 皮亞斯特王朝出生于：1073年逝世於：1113年 |
| 統治者頭銜                                                 | 統治者頭銜                                                 | 統治者頭銜                                                 |
| ---------------------------------------------------------- | ---------------------------------------------------------- | ---------------------------------------------------------- |
| 前任者： 瓦迪斯瓦夫一世                                    | 波蘭公爵 1102年—1107年 與波列斯瓦夫三世同時在任            | 繼任者： 波列斯瓦夫三世                                    |